# Arènes de Besançon
Les Arènes de Besançon sont des vestiges d'un amphithéâtre romain construit au Ier siècle dans la ville de Vesontio qui devient plus tard la commune française de Besançon, dans le département du Doubs.
Il prend place sur la rive du Doubs opposée à l'agglomération antique. Encore assez mal connu au XXIe siècle, il mesure entre 122 et 130 m de long. Construit sur une pente d'un côté et en terrain plat de l'autre, il associe les caractéristiques des amphithéâtres classiques (Arles, Nîmes) et celle des amphithéâtres dits massifs (Amiens, Tours). Délaissé au IVe siècle, il n'est fouillé qu'à partir de la fin du XIXe siècle et très peu de vestiges en sont visibles. Le monument est classé ou inscrit comme monument historique à partir de 1927.

## Localisation
| - Plan de Vesontio. - OpenStreetMap Localisation de l'amphithéâtre. |

Situé dans le quartier appelé désormais quartier Battant (secteur des  arènes), l'amphithéâtre se trouve en dehors de la boucle de Besançon où se situent les principaux monuments de l'ancienne cité antique, sans doute en raison de ses grandes dimensions ou pour des motifs religieux.
La rue de Besançon qui passe devant les vestiges est baptisée « rue d'Arènes » et le quartier a porté le nom pendant un temps de « quartier des Arènes », le théâtre s'inscrivant dans la pointe formée par la rue d'Arènes et l'avenue Charles-Siffert.

## Historique
L'amphithéâtre est construit, dans la seconde moitié du Ier siècle, dans un secteur déjà habité et occupé par des activités artisanales (forge).
Au IVe siècle il est déjà désaffecté en tant qu'édifice de spectacles puisqu'une nécropole occupe l'un de ses vomitoires. Des vignes ont également été plantées sur le site.
L'amphithéâtre sert de carrière de pierre au cours du Moyen Âge. L'église de la Madeleine, l'hôpital Saint-Jacques d'origine du XIIe siècle, ainsi que les fortifications de Vauban de la ville (dont la Citadelle de Besançon) sont en partie construits avec les pierres de l'amphithéâtre, et ces fortifications coupent ou intègrent dans leur structure des éléments du monument.

## Caractéristiques

Plan schématique de l'amphithéâtre.

Les dimensions de l'amphithéâtre, en forme d'ellipse allongée, varient selon les sources. Elles vont de 122 × 104 m à 130 × 106 m. Sa hauteur est estimée à 21 m et sa capacité à au moins 20 000 personnes.
Il possède la particularité d'être partiellement construit en terrain plat au sud et à l'est, du côté du lycée Condé (structures à voûtes rampantes) et pour une autre partie édifié contre la pente de la colline de Charmont au nord-ouest, au niveau de la rue Marulaz (structure partiellement massive), comme à Trèves ou à Pula. Cette particularité architecturale fait que la façade présente deux niveaux d'arcatures au sud et à l'est mais un seul, correspondant au « premier étage », au nord-ouest. Pour la même raison, le monument est dépourvu de galerie annulaire desservant le rez-de-chaussée ; elle n'existe qu'au premier niveau.
La majeure partie des maçonneries est composée de moellons. Le grand appareil est toutefois utilisé en décoration, en placage au niveau des vomitoires nord-ouest et sud-ouest (les seuls retrouvés et qui correspondent au petit axe du monument) ainsi qu'un niveau des pilastres encadrant les arcatures de la façade. Le petit appareil du mur de façade, au nord de l'amphithéâtre, semble être monté sur une succession de grandes dalles destinées à rattraper les différences de niveau du sol antique. Les fondations descendent jusqu'à environ 10 m sous le niveau du sol moderne du square Marulaz. L'élévation des murs n'est conservée que sur une hauteur d'environ un mètre.

## Études, vestiges et protection
Au XVIIe siècle, l'existence de l'amphithéâtre est connue mais il n'est pas possible d'apprécier ses dimensions ; la largeur de son arène est estimée à « cent vingt pas ». Ce n'est qu'en 1885 que des travaux dans la cour de la caserne Condé, sur le site du monument, mettent au jour des vestiges situés au sud-est. Auguste Castan les fouille et publie un compte-rendu sommaire. En 1940, l'aménagement d'un square révèle d'autres structures, au nord-ouest cette fois, mais l'ensemble se révèle toujours insuffisant pour donner une image globale de l'amphithéâtre.
En 1995, de nouveaux travaux ont lieu dans la cour du lycée Condé, qui a remplacé depuis longtemps la caserne. La fouille archéologique préventive est conduite par l'Inrap. les résultats permettent de mieux comprendre l'historique du site, complètent les observations faites plus tôt et autorisent une représentation en plan et en élévation de l'amphithéâtre, publiée en 2006.
Les vestiges visibles de l'amphithéâtre sont rares : ils consistent surtout en une portion du mur de façade au nord-ouest, entre la rue Marulaz et l'avenue Charles-Siffert. Au sud-ouest, un bâtiment du lycée Condé suggère la courbe de ce même mur de façade et, au nord du square Marulaz, des gradins enherbés reproduisent la limite de l'arène.
Les vestiges des arènes romaines et de la chapelle Saint-Jacques dans la caserne Condé, actuel lycée d'enseignement professionnel Condé, font l’objet d’un classement au titre des monuments historiques depuis le 2 avril 1927. Le tronçon compris entre l'avenue Charles-Siffert au nord, la rue Marulaz au sud, l'escalier qui joint ces deux voies à l'est et le square à l'ouest font l’objet d’un classement depuis le 28 mai 1947. L'ensemble des vestiges, y compris les sols et les vestiges archéologiques qu'ils contiennent font l’objet d’une inscription depuis le 12 février 2002.